# Gigantochloa scortechinii
Gigantochloa scortechinii är en gräsart som beskrevs av James Sykes Gamble. Gigantochloa scortechinii ingår i släktet Gigantochloa och familjen gräs. Inga underarter finns listade i Catalogue of Life.